# Dave Rubin
David Joshua Rubin (sinh ngày 26 tháng 6 năm 1976) là một người bình luận chính trị, diễn viên hài, và chủ tọa đàm. Rubin là người sáng lập kiêm chủ chương trình tọa đàm The Rubin Report, trước đây là một phần của Ora TV và The Young Turks Network. Trước đó Rubin còn tổ chức chương trình phát thanh và podcast The Six Pack trên Sirius XM Radio.
Những chủ đề Rubin thường xuyên bình luận bao gồm sự đúng đắn chính trị, tự do ngôn luận, chính trị, truyền thông đại chúng, tôn giáo, ngoại giao, và những gì Rubin cho là có sự chia rẽ tư tưởng giữa phái theo chủ nghĩa tự do và phái theo chủ nghĩa tiến bộ.

## Thời niên thiếu
David Joshua Rubin sinh ngày 26 tháng 6 năm 1976 tại Brooklyn, New York. Anh lớn lên trong một "gia đình Do Thái khá thế tục trên Long Island." Anh đã trải qua tuổi vị thành niên ở Syosset và sau đó tái định cư ở Phía Tây Thượng Manhattan (Upper West Side) trong 13 năm.
Năm 1994, Rubin tốt nghiệp Trường Trung học Syosset. Năm 1998, anh đạt bằng cử nhân khoa học chính trị Đại học Binghamton tại Vestal, New York.

## Sự nghiệp

### Hài đứng (Stand-up comedy)
Năm 1998, Rubin bắt đầu sự nghiệp hài đứng và tham dự các buổi open-mic ở Thành phố New York. Năm 1999, anh đã trở thành thực tập cho The Daily Show, cùng với Jon Stewart.

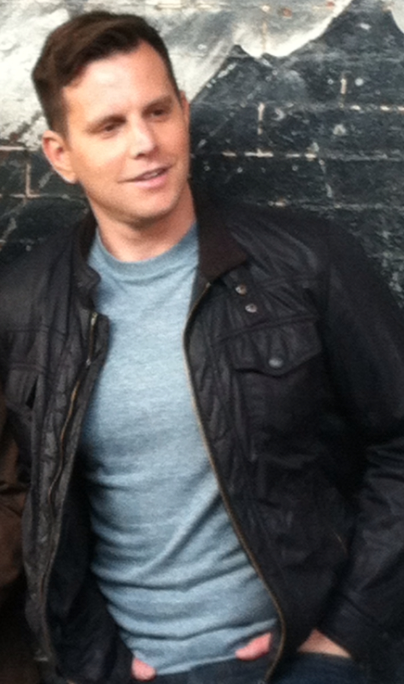
Rubin vào năm 2012

Năm 2000, Rubin tiếp tục sự nghiệp tại câu lạc bộ hài Comedy Cellar. Trong cùng năm sau đó, anh cùng với các diễn viên hài khác trong Comedy Cellar lập ra một chương trình nhại tin tức gọi là The Anti-Show, chương trình này được bí mật quay tại NBC Studios ở Quảng trường 30 Rockefeller.
Năm 2002, anh đồng sáng lập một số câu lạc bộ hài, bao gồm cả câu lạc bộ hài của Joe Franklin, và công ty hài ở Quảng trường Thời đại nơi anh tiếp tục sự nghiệp hài đứng cho đến năm 2007.

### Podcast và truyền thông xã hội
Rubin chủ trì hai podcast phổ biến, Hot Gay Comics và The Ben and Dave Show. Cả hai podcast đều được chuyển thành một chương trình truyền hình nhiều tập vào trên mạng truyền hình Here TV (here!).
Tháng 5 năm 2009, Rubin đồng sáng lập kiêm đồng chủ trì một podcast mới gọi là The Six Pack, mà sau này nó trở thành một podcast hàng đầu trên iTunes. Tháng 10 năm 2011, The Six Pack đã được Sirius XM Radio mua lại, hoạt động như chương trình tọa đàm trực tiếp cho đến khi chấm dứt vào tháng 12 năm 2012.
Năm 2013, Rubin được LA Weekly đề cử cho giải thưởng "Tweet hài hước nhất". Các bài tweet mang tính hài hước và chính trị của Rubin đã được nhắc đến trong Time, Politico, và Salon.

### Chủ trì
Tháng 1 năm 2013, Rubin rời khỏi đài phát thanh và bắt đầu sự nghiệp truyền hình. Anh đã cung cấp quan điểm chính trị của mình và chương trình tọa đàm The Rubin Report cho The Young Turks Network. Anh rời New York và đi sang Los Angeles, California.
Năm 2014, khi vẫn còn chủ trì The Rubin Report, Rubin cũng chủ trì câu lạc bộ hâm mộ The Golden Girls, một chương trình web nhiều tập trên Logo TV.
Năm 2015, Rubin dời chương trình The Rubin Report từ The Young Turks Network sang  RYOT News. Ngay sau đó, Ora TV của Larry King mua lại chương trình và cho ra mắt vào tháng 9 năm 2015.
Ở một cuộc phỏng vấn với nhà văn Sam Harris trong The Rubin Report, Rubin trích dẫn lời chỉ trích đầy giận dữ của Cenk Uygur về Harris như là việc có "một lượng đủ lớn để lấy lý do tại sao tôi rời khỏi" The Young Turks.

### Chính trị
Rubin tự mô tả mình là người theo chủ nghĩa tự do cổ điển. Trong Bầu cử Tổng thống Hoa Kỳ năm 2016, anh đã bỏ phiếu cho Gary Johnson. Anh phản đối các yếu tố của phong trào cấp tiến (progressive moment) mà anh cho là "cánh tả thoái lui" ("regressive left"). Trong một cuộc phỏng vấn vào tháng 3 năm 2018, Rubin nói rằng mình sẽ bỏ phiếu cho Donald Trump trong Bầu cử tổng thống Hoa Kỳ năm 2020 nếu những nhà cấp tiến như Bernie Sanders, Elizabeth Warren hoặc Gavin Newsom chống lại anh. Rubin đánh giá Trump là một chính trị gia ôn hòa, nhận xét rằng "Ông ấy là một người Dân Chủ trong rất nhiều cách," và ủng hộ việc Trump cắt giảm các quy định của chính phủ.

## Đời sống riêng tư
Rubin công khai mình là người đồng tính vào năm 2006, anh gọi đó là "thời khắc quyết định". Tháng 12 năm 2014, anh thông báo mình đã đính hôn với nhà sản xuất David Janet, họ kết hôn vào ngày 27 tháng 8 năm 2015.